# Пирсагатская бухта
Пирсагатская бухта (азерб. Pirsaat buxtası) — залив, расположенный на западном берегу Каспийского моря, у побережья Азербайджана.
Бухта вдаётся в сушу между мысами Пирсагат и Бяндован.

## Описание
Бухта образована между побережьем и грядой каменистых островков и подводных камней, протянувшихся от мыса Пирсагат в южном направлении. Пирсагатская бухта довольно крупная, и хотя не имеет серьёзных удобств для мореплавания, она является лучшей из бухт расположенных в этой части Каспийского моря.